# Die Wilden Hühner und die Liebe
Die Wilden Hühner und die Liebe ist ein deutscher Jugendfilm aus dem Jahr 2007, nach dem Buch Die Wilden Hühner und die Liebe von Cornelia Funke. Es ist die Fortsetzung des Films Die Wilden Hühner. Während der erste Film vorwiegend die Handlung des dritten Buches (Die Wilden Hühner: Fuchsalarm) nacherzählt, entspricht der zweite Film in Titel und Inhalt dem fünften (und bisher letzten) Band der Reihe, wobei in kurzen Rückblenden auch Bezug auf den vierten Band Die Wilden Hühner und das Glück der Erde genommen wird.
Im Juni 2008 begannen die Dreharbeiten für einen dritten Film mit dem Titel Die Wilden Hühner und das Leben. In diesem werden Motive aus dem zweiten (Klassenfahrt) und vierten (Auftreten der Wilden Küken) Teil der Buchreihe aufgenommen, zur Erhaltung der filmischen Chronologie jedoch nach den fünften Band gesetzt, und mit einer eigenen Handlung versehen. Der Kinostart war am 29. Januar 2009.
Nach Veröffentlichung des Films wurde ein gleichnamiges Buch von Thomas Schmid verfasst.

## Handlung
Die Mädchenbande der Wilden Hühner um Sprotte, Frieda, Trude, Wilma und Melanie sind aus dem ersten Film Die Wilden Hühner bereits bekannt. Haben sie sich früher mit den Pygmäen (Fred, Torte, Steve und Willi), eher gestritten, so haben sie mittlerweile einige Abenteuer gemeinsam durchgestanden, und aus der früheren Rivalität wurde inzwischen ein freundschaftlicher Umgang miteinander.
Hühner und Pygmäen erleben die Irrungen und Wirrungen der Liebe. Sprotte und Fred könnten glücklich miteinander sein, wäre da nicht Sprottes ewige Eifersucht. Frieda hingegen sieht ihren Freund Maik bestenfalls am Wochenende, da er auf einem 200 Kilometer entfernten Reiterhof wohnt. Melanie ist unglücklich über die Trennung von Willi, seit dieser sie für die drei Jahre ältere Nana verlassen hat. Nur die leicht übergewichtige Trude und die streitsame Wilma scheinen zunächst leer auszugehen.
Die Vorbereitungen zur großen Schulaufführung von Shakespeares Ein Sommernachtstraum sowie die bevorstehende Party bei den Pygmäen lassen allerdings nicht viel Zeit, sich den schönen Dingen des Lebens zu widmen.
Zu allem Überfluss will Sprottes Mutter auch noch heiraten, ausgerechnet den Klugscheißer, wie Sprotte den Freund ihrer Mutter nennt. Bevor es dazu kommt, taucht plötzlich Sprottes Vater auf und bringt die Gefühlswelt von Mutter und Tochter gehörig durcheinander. Er hatte die Familie verlassen, als Sprotte noch ein Baby war, und jetzt muss Sprotte erfahren, dass er die ganze Zeit über Kontakt mit Oma Slättberg hatte, in derselben Stadt, praktisch um die Ecke, wohnt und ein gefragter Fotograf ist. Bevor man sich aber näher kennenlernen kann, muss er zu einem längeren Auslandseinsatz aufbrechen.
Sprottes Eifersucht erreicht einen neuen Höhepunkt, als Fred Sprottes Angebot, mit dem Klugscheißer für die Englischarbeit zu lernen, ausschlägt, um stattdessen mit Willis hübscher Freundin Nana zu üben. Melanie strapaziert die Freundschaft der Hühner bis zum äußersten, als sie sich an ein paar motorradfahrende Macho-Typen aus einer höheren Klasse heranmacht, und schließlich bekommen Sprotte und Frieda mit, dass Wilma doch verliebt ist – und zwar in ein Mädchen aus der Theatergruppe! Als die anderen Hühner davon erfahren, fordert Melanie umgehend den Rauswurf Wilmas bei den Hühnern und tritt selbst aus der Bande aus, als ihrer Forderung nicht nachgegeben wird. Wilma ist am Boden zerstört und bietet von sich aus an, die Bande zu verlassen, was Sprotte, Frieda und Trude aber vehement ablehnen.
Die angespannte Situation gipfelt während der Party der Pygmäen in einem Eklat. Während Sprotte aus Eifersucht Fred schneidet, findet ausgerechnet Trude in Steves spanischem Vetter Ramon einen Anbeter. Doch dann taucht Melanie mit ihren neuen Begleitern auf, welche der bisher friedlichen Feier ihren Pep geben und damit die Party platzen lassen. Es kommt zu einer wilden Rauferei, an deren Ende Melanie erkennt, was sie angerichtet hat, und wegläuft. Einzig Willi geht ihr nach und lässt Nana allein auf der Party zurück. Immerhin können sich Sprotte und Fred nach dem Durcheinander wieder versöhnen.
Anderntags sind überall in der Schule die Werbeplakate für die Schulaufführung mit Wilma & Leonies Liebestraum überschmiert, wodurch Wilma sich noch mehr isoliert als früher fühlt, vor allem, da sie unter keinen Umständen will, dass ihre Eltern von ihrer Hingabe zum gleichen Geschlecht erfahren. Eher verlässt sie die Theatergruppe, was die gesamte Aufführung zum Scheitern verurteilen würde.
Ausgerechnet Melanie leitet die Wende zum Guten ein. Als sie ein „zufälliges“ Aufeinandertreffen zwischen ihr und den anderen Wilden Hühnern arrangiert, erwähnt sie eher beiläufig, dass sie zu ihrem Vater nach Würzburg ziehen könnte und ganz gerne noch einmal die Hühner am Wohnwagen besuchen würde. Ihr wird nicht nur der Besuch beim Federvieh erlaubt, sondern auch deutlich gemacht, dass nicht nur die geflügelten, sondern auch die zweibeinigen Hühner sehr traurig wären, wenn sie nach Würzburg ginge. Während Melanie bei den Hühnern ist, taucht Frieda plötzlich am Wohnwagen auf, weil sie nochmal nachsehen wollte, wo im „Bandenbuch“ eigentlich festgelegt wäre, dass die Wilden Hühner sich nur in Jungs verlieben dürfen.
Daraufhin geht Melanie allein zu Wilma, um sich für ihr schlechtes Verhalten aufrichtig zu entschuldigen. Zugleich kann sie Wilma überreden, wieder Theater zu spielen, und damit die Schulaufführung zu retten.
Wieder vereint, geht es mit vereinten Kräften auf den Höhepunkt des Schuljahres zu. Auch durch die Mithilfe des Klugscheißers, der sich nach dem Auftauchen von Sprottes Vater zunächst zurückgezogen hatte, dann aber wieder regelmäßig bei Sprottes Mutter ein und aus geht, werden die Schmierfinken, welche Wilmas Auftritt sabotieren wollten, ruhiggestellt, und die Schulaufführung wird ein voller Erfolg.
Bald scheint alles wieder in seinen gewohnten Bahnen zu laufen: Melanie wird feierlich wieder in den Kreis der Wilden Hühner aufgenommen, Sybille und der Klugscheißer lassen ihre ambivalente Beziehung weiter dahintröpfeln, Sprotte ist mit Fred zusammen, Frieda und Maik führen ihre Fernbeziehung weiter, ebenso Trude und Ramon. Willi trifft sich wieder mit Melanie (auch wenn böse Zungen vermuten, dass Willi sich auch weiter mit Nana trifft), und nachdem Leonie sich von Wilma getrennt hat, erfahren die Hühner, dass Liebeskummer nicht nur mit Jungs zu tun hat.
In der Schlussszene ist noch zu sehen, dass bei Slättbergs eine Postkarte von Sprottes Vater eintrifft, der seine Rückkehr ankündigt.

## Kritik
- Besonders der Verzicht auf eine belehrende, pädagogische Einordnung der Geschehnisse weiß zu gefallen. Exemplarisch wird dies auch an der Episode um Wilma deutlich, die sich in eine neue Mitschülerin verliebt. Der gleichgeschlechtlichen Liebe – für einen Jugendfilm immer noch ein exotisches und tabuisiertes Thema – nähert sich Naefe mit äußerstem Fingerspitzengefühl.[3]
- Es sind also alles andere als weichgespülte Schwärmereien und andere Oberflächlichkeiten, um die es hier geht, vielmehr geht es um Mut, (Selbst-)Vertrauen, Charakterfestigkeit und Zivilcourage, mit denen es die Dinge entgegenzutreten gilt....Statt auf übertonte Turbulenz setzt die Inszenierung auf eine eher stille, zurückhaltende Erzählweise.[4]
- Auch wenn die Charaktere ein bisschen zu brav geraten sind, handelt es sich bei Die wilden Hühner und die Liebe um einen soliden Kinderfilm, in dem einmal nicht alles verniedlicht wird und die jungen Darsteller ungezwungen vor der Kamera agieren. Ruft man sich die oft gekünstelten Schauspielleistungen bei deutschen Vertretern dieses Genres ins Gedächtnis, wird klar, dass das keine Selbstverständlichkeit ist.[5]

## Auszeichnungen
- 2007: DVD Champion in der Kategorie Family Entertainment für die Limited Edition
- 2008: Nominierung für den Young Artist Award für Michelle von Treuberg
- 2009: Sonderpreis beim New Faces Award für die gesamte Filmtrilogie